# Karaca, Marmaris
Karaca là một xã thuộc huyện Marmaris, tỉnh Muğla, Thổ Nhĩ Kỳ. Dân số thời điểm năm 2011 là 635 người.